# Raimo Mäntynen
Raimo Tapani Mäntynen (Karhula, 22 marzo 1954) è un ex cestista finlandese.

## Carriera
Con la Finlandia ha disputato i Campionati europei del 1977.